# 1977 w nauce

## Nauki przyrodnicze i ścisłe

### Astronomia
- Olin Wilson – Nagroda Henry Norris Russell Lectureship przyznawana przez American Astronomical Society

### Chemia
- odkrycie reakcji Stille’a

### Fizyka
- 30 czerwca – ogłoszono odkrycie mezonu ϒ, pierwszej znanej cząstki zawierającej kwark b.

## Nagrody Nobla
- Fizyka – Philip Warren Anderson, Nevill Francis Mott, John Hasbrouck van Vleck
- Chemia – Ilya Prigogine
- Medycyna – Roger Guillemin, Andrew Schally, Rosalyn Sussman Yalow